# كوتارو ناكامورا
كوتارو ناكامورا (中村浩太郎 ناكامورا كوتارو) هو مؤدي أصوات ياباني ولد في 24 مايو 1963 في محافظة إيشيكاوا.

## أدواره في الأنمي

### مسلسلات أنمي تلفزيونية
- ون بيس - ياريسوغي
- تشايكا أميرة التابوت - برنارد تشيزيتا
- حماس كرة القدم - كينزو موموياما
- إبنة ذو العشرين وجه - قبطان

## أدواره في ألعاب الفيديو
- سونيك بوم: فاير آند آيس - د. إغمان
- سونيك فورسز - د. إغمان
- تيم سونيك ريسنغ - د. إغمان

## أدواره في الدبلجة اليابانية
- المتحولون - ميغاترون
- المتحولون: ثأر الهاوي - ميغاترون
- المتحولون: الجانب المظلم للقمر - ميغاترون
- حماة الأرض - أودين
- غرافيتي فولز - العم ستان
- سونيك بوم - د. إغمان